# Paolo Borgia

Wappen von Paolo Borgia

Paolo Borgia (* 18. März 1966 in Manfredonia) ist ein italienischer Geistlicher, Diplomat des Heiligen Stuhls und römisch-katholischer Erzbischof.

## Leben
Paolo Borgia empfing am 10. April 1999 die Priesterweihe für das Erzbistum Manfredonia-Vieste. Nach einem Studium des Kirchenrechts begann er 1999 seine Vorbereitung für den diplomatischen Dienst an der Päpstlichen Diplomatenakademie und trat 2001 in den diplomatischen Dienst des Heiligen Stuhls ein. Er war zunächst Attaché an der Apostolischen Nuntiatur in der Zentralafrikanischen Republik. 2002 erfolgte die Ernennung zum Sekretär zweiter Klasse. 2004 wurde er an die Apostolische Nuntiatur in Mexiko versetzt und 2006 zum Nuntiatursekretär erster Klasse ernannt. 2007 wurde er an die Apostolische Nuntiatur in Israel versetzt. 2010 wurde er zum Nuntiaturrat 2. Klasse ernannt und übernahm Aufgaben an der Apostolischen Nuntiatur im Libanon. 2013/14 war er in der Abteilung für die Beziehungen zu den Staaten und in der Abteilung für allgemeine Angelegenheiten des Staatssekretariats im Vatikan tätig. 2014 wurde er zum Nuntiaturrat erster Klasse ernannt.
Papst Franziskus ernannte ihn am 4. März 2016 zum Assessor der Sektion für Allgemeine Angelegenheiten des Staatssekretariats und Stellvertreter Giovanni Angelo Beccius. Zudem war er von 2016 bis 2019 Präsident im Ausschuss für finanzielle Sicherheit (italienisch Comitato di Sicurezza Finanziaria – CoSiFi) der Vatikanischen Finanzinformationsbehörde – ASIF.
Am 3. September 2019 ernannte ihn Papst Franziskus zum Titularerzbischof pro hac vice von Milazzo und zum Apostolischen Nuntius. Die Bischofsweihe spendete ihm der Papst persönlich am 4. Oktober desselben Jahres. Mitkonsekratoren waren Kardinalstaatssekretär Pietro Parolin und der Kardinalpräfekt des Dikasteriums für die ganzheitliche Entwicklung des Menschen, Peter Turkson.
Mit Wirkung vom 28. Oktober 2019 wurde er zum Apostolischen Nuntius in der Republik Elfenbeinküste ernannt. Am 24. September 2022 ernannte ihn Papst Franziskus zum Apostolischen Nuntius im Libanon.
Er spricht neben Italienisch fließend Englisch, Spanisch und Französisch.